# كنيسة القديس جورجوس
كنيسة القديس جورجيوس هي كنيسة تابعة لطائفة الروم الأرثوذكس، توجد في اللاذقية. وهي من أقدم كنائس المدينة، يرجع تاريخها لعام 275. وأكبر واحدة في الساحل السوري. تتميز الكنيسة بوسعها وجدارياتها البيزنطية، وهي مبنية على الطراز المعماري الروماني. تتواجد الكنيسة في سوق الصاغة إحدى الأحياء المسيحية. تعتبر الكنيسة المقر الرئيسي لمطران اللاذقية. رُمّمت عدة مرات وكانت قد دمرت في زلزال اللاذقية العظيم.
تعتبر طائفة الروم الأرثوذكس أكبر الطوائف في محافظة اللاذقية خصوصاً وفي سوريا عموما.